# Тит Лабиен (историк)
Тит Лабиен (на латински: Titus Labienus) e римски съдебен-говорител оратор и историк по времето на Август. Заради острия му стил го наричат „Рабиенус“.
Той пише исторически книги, в които признава, че е привържник на Помпей. Сенатът изгаря неговите книги, след което той се самоубива. Императорер Калигула прави това решение на сената невалидно и нарежда възстановяването на книгите на Лабиен.